# Rodoanel Mário Covas
Le Rodoanel Mário Covas est une autoroute périphérique partiellement achevée de la région métropolitaine de São Paulo au Brésil codifiée SP-21.

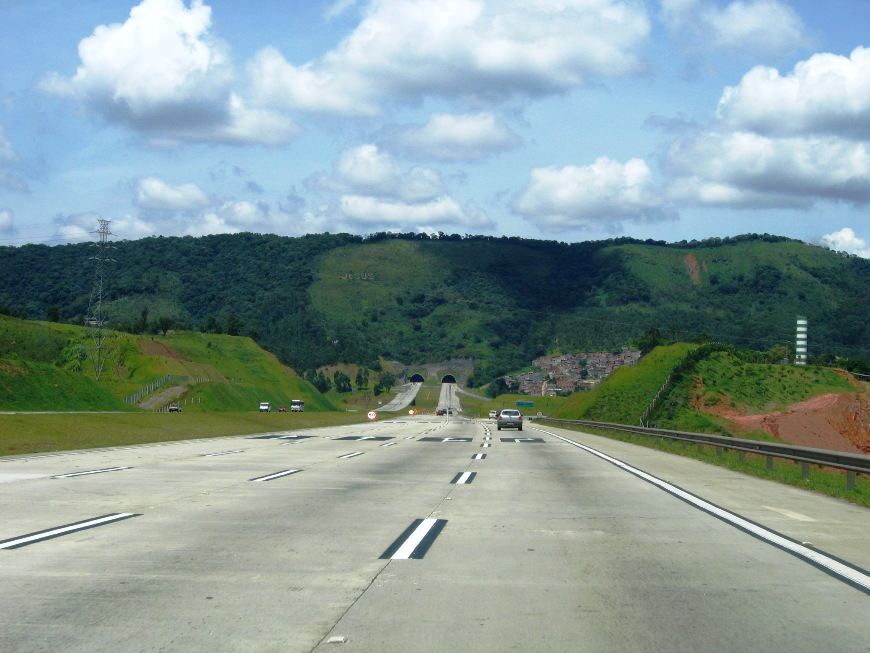
L'autoroute Rodoanel Mário Covas, avant l'entrée dans le premier tunnel